# Macrinus pollexensis
Macrinus pollexensis är en spindelart som först beskrevs av Schenkel 1953.  Macrinus pollexensis ingår i släktet Macrinus och familjen jättekrabbspindlar. Inga underarter finns listade i Catalogue of Life.